# Зайцев, Геннадий Михайлович
Геннадий Михайлович Зайцев (1924—1994) — советский   организатор лесного хозяйства.  Лауреат Государственной премии СССР (1984). Заслуженный лесовод РСФСР (1974).

## Биография
Родился 19 февраля 1924 года в городе Кашин Тверской губернии.
С 1941 года после окончания Кашинской средней школы и начала Великой Отечественной войны, Г. М. Зайцев в возрасте семнадцати лет ушёл добровольцем на фронт, сражался в рядах партизанского отряда «За свободу» Калининского фронта. С 1942 года воевал в составе диверсионно-подрывной группы  партизанского отряда действовавшего в Калининской области, занимались диверсиями на железных дорогах, в одном из боестолкновений с гитлеровцами получил тяжёлое ранение. С 1943 года был инструктором подрывного дела и секретарём комсомольского комитета партизанского истребительного отряда «За Родину!». С 1944 года Г. М. Зайцев был назначен — заместителем комиссара по комсомолу 6-й партизанской бригады и членом подпольного бюро Невельского районного комитета комсомола Калининской области. За участие в войне был награждён Орденом Отечественной войны 1-й степени и Медалью «За отвагу». 
С 1945 по 1968 годы после демобилизации из рядов Советской армии работал на руководящих должностях, руководил несколькими лесными промышленными хозяйствами лесного хозяйства Калининской области. Без отрыва от основной работы закончил заочное отделение Московского лесотехнического института. С 1968 по 1980 годы, в течение двенадцати лет, Г. М. Зайцев работал — начальником Управления лесного хозяйства Калининского областного исполнительного комитета Совета депутатов трудящихся, под руководством Г. М. Зайцева было сделано многое для развития лесопромышленных предприятий и лесного хозяйства Калининской области, за трудовые заслуги на этом поприще, Указами Президиума Верховного Совета СССР был награждён Орденом «Знак Почёта» и Орденом Трудового Красного Знамени.
С 1980 года, после выхода на пенсию, был назначен руководителем Калининской производственной лабораторией Центра научной организации труда и управления производством Министерства лесного хозяйства РСФСР.
В 1984 году «за разработку и внедрение технологии производства высококачественных семян хвойных пород в специализированных комплексах для расширенного воспроизводства лесных ресурсов» Г. М. Зайцев был удостоен Государственная премия СССР в области науки и техники.
11 июля 1974 года «за большие заслуги в лесной отрасли» Г. М. Зайцев был удостоен почётного звания — Заслуженный лесовод РСФСР.
Скончался 28 октября 1994 года, похоронен на Дмитрово-Черкасском кладбище в городе Твери.

## Награды
- Орден Отечественной войны I степени (06.04.1985)
- Орден Трудового Красного Знамени
- Орден «Знак Почёта»
- Медаль «За отвагу» (11.09.1942[6])

### Премии
- Государственная премия СССР (1984[5])

### Звание
- Заслуженный лесовод РСФСР (12.01.1977[4])

## Память
- 5 мая 1998 года одна из улиц города Кашина носит имя Г. М. Зайцева[1]